# Campeonato Catarinense de Futebol de 1924
O Campeonato Catarinense de Futebol de 1924 foi a 1ª edição da principal divisão do futebol catarinense. Contou com a participação de 6 equipes e foi promovido pela então Liga Santa Catarina de Desportos Terrestres, atual Federação Catarinense de Futebol. Na época em que foi disputado era considerado um campeonato citadino, pois só participaram times de Florianópolis. Mais tarde a FCF veio a homologar como campeonato estadual.

## História

### Precedentes
20 anos antes da realização do primeiro campeonato catarinense de futebol, um anúncio no importante jornal de Florianópolis, o Correio do Povo, tratava da ideia de fundação da primeira equipe futebolística do estado, o Sport Club Catharinense. Por se tratar de uma novidade, a notícia correu por Santa Catarina.
O clube demorou para sair do papel, e foi fundado apenas no dia 4 de junho de 1924, dois dias após o início do campeonato catarinense. No entanto, foi esse primeiro movimento em 1904 que gerou o interesse pela criação das primeiras equipes de futebol no estado. Os pioneiros na prática esportiva em Santa Catarina foram o Brazzilian Foot-Ball Club, de 1911, e o Sport Club Anita Garibaldi, de 1912, ambos de Florianópolis. 
Ainda na época sabia-se da existência de uma equipe na cidade de Itajaí, o Itajahiense Foot-Ball Club. Outra equipe importante que surge em 1913 é o Sport Club Brusquense, o atual Carlos Renaux, apelidado de "vovô" por ser a equipe mais antiga em atividade no estado.
Com o crescente surgimento de times por toda Santa Catarina também aumentaram as sugestões de criação de uma liga oficial para orientar e organizar as partidas. Além disso, o público também pedia por competições que não fossem os costumeiros amistosos de domingo.A dificuldade de locomoção dos clubes em território catarinense para a disputa de um certame estadual tardou a criação do campeonato. Por conta disso, a maioria das equipes disputavam apenas amistosos e torneios locais. 
Para que um campeonato catarinense fosse reconhecido oficialmente pelas entidades nacionais, era necessário criar uma liga e comprovar a existência de uma boa estrutura para a realização do esporte. Assim, desportistas da capital discutiram por 4 anos a criação da liga, pressionados, especialmente, por equipes de Joinville, Blumenau, Mafra e Jaraguá do Sul, que pela demora, ameaçavam a organização de um liga própria no norte do estado. 
5 equipes de Florianópolis fundaram, então, no dia 12 de abril de 1924 a Liga Santa Catarina de Desportos Terrestres - LSCDT. Ansiosos pelo aval da Confederação Brasileira de Desportos, os fundadores alegaram que demoraria muito colher as assinaturas dos clubes do interior no documento de fundação. A partir daquele dia, a LSCDT recebeu a função de promover oficialmente a prática do futebol no estado.
Assim, no mesmo ano, foram organizados os dois primeiros campeonatos oficiais: o Torneio Início, vencido pelo Figueirense, e logo em seguida o "Campeonato da Cidade", conquistado pelo Avaí, que posteriormente seria reconhecido como uma edição do Campeonato Catarinense.

### Torneio Início
O Torneio Início funcionava como uma pré-temporada para as equipes de Florianópolis que disputariam o campeonato citadino. Suas edições foram realizadas de 1924 até 1969, e teve o Avaí como o seu maior campeão, com 13 títulos. O torneio era no formato mata-mata, e todos os jogos eram realizados em um só dia. Na primeira edição, em 31 de de maio, no Campo do Gymnasio Catharinense, o Figueirense conquistou o torneio, em uma final disputada contra o Avaí. Formava-se naqueles dias o que viria a se a maior rivalidade de Santa Catarina, o Clássico de Florianópolis.
|  | Quartas de final | Quartas de final | Quartas de final | Quartas de final |             |     | Semifinais | Semifinais | Semifinais |      |         | Final | Final | Final |
|  |                  |                  |                  |                  |             |     |            |            |            |      |         |       |       |       |
|  | 1                | Avaí             | 5                |                  |             |     |            |            |            |      |         |       |       |       |
|  | 8                | Externato        | 1                |                  |             |     |            |            |            |      |         |       |       |       |
|  | 8                | Externato        | 1                |                  | Avaí        | 1   |            |            |            |      |         |       |       |       |
|  |                  |                  |                  |                  | Avaí        | 1   |            |            |            |      |         |       |       |       |
|  |                  | Florianópolis    | 0                |                  |             |     |            |            |            |      |         |       |       |       |
|  | 4                | Florianópolis    | 0                | Florianópolis    | 0           |     |            |            |            |      |         |       |       |       |
|  | 4                |                  |                  | Florianópolis    | 0           |     |            |            |            |      |         |       |       |       |
|  | 5                | Internato        | 0                |                  |             |     |            |            |            |      |         |       |       |       |
|  | 5                | Internato        | 0                |                  |             |     |            |            |            | Avaí | 0 (pro) |       |       |       |
|  |                  |                  |                  |                  |             |     |            |            |            |      | 0 (pro) |       |       |       |
|  |                  | Figueirense      | 1 (pro)          |                  |             |     |            |            |            |      |         |       |       |       |
|  | 3                | Figueirense      | 1 (pro)          | Figueirense      | 1           | 3e* |            |            |            |      |         |       |       |       |
|  | 3                |                  |                  | Figueirense      | 1           | 3e* |            |            |            |      |         |       |       |       |
|  | 6                | Trabalhista      | 1                | 1e               |             |     |            |            |            |      |         |       |       |       |
|  | 6                | Trabalhista      | 1                | 1e               | Figueirense |     |            |            |            |      |         |       |       |       |
|  |                  |                  |                  |                  |             |     |            |            |            |      |         |       |       |       |
|  |                  |                  |                  |                  |             |     |            |            |            |      |         |       |       |       |
|  | 2                |                  |                  |                  |             |     |            |            |            |      |         |       |       |       |
|  |                  |                  |                  |                  |             |     |            |            |            |      |         |       |       |       |
|  | 7                |                  |                  |                  |             |     |            |            |            |      |         |       |       |       |
|  |                  |                  |                  |                  |             |     |            |            |            |      |         |       |       |       |

- e = número de escanteios foi critério de desempate

## Equipes Participantes
Passado esse primeiro torneio, as mesmas 6 equipes já se preparavam para a disputa do campeonato principal, que começou apenas dois dias depois, em 2 de junho. Uma curiosidade é que nos primeiros campeonatos catarinenses não houve a participação de equipes do interior. Em 1927, na 4ª edição, o Brasil de Blumenau foi o primeiro time fora da capital a disputar o certame, sagrando-se vice-campeão.
| Equipe                       | Município     |
| ---------------------------- | ------------- |
| Avaí Futebol Clube           | Florianópolis |
| Clube Atlético Florianópolis | Florianópolis |
| Externato Futebol Clube      | Florianópolis |
| Figueirense Futebol Clube    | Florianópolis |
| Internato Futebol Clube      | Florianópolis |
| Trabalhista Futebol Clube    | Florianópolis |

## Regulamento
A Liga contava somente com o campo do Gymnasio Catharinense para a realização dos jogos, por isso o campeonato foi realizado em turno único com apenas um jogo por domingo. A fórmula de disputa era: turno único, todos jogando entre si e soma dos pontos. 

## Jogos do campeonato
Abaixo estão listados todos os jogos da edição.
|               | Resultado |               | Data                   | Observação                                 |
| ------------- | --------- | ------------- | ---------------------- | ------------------------------------------ |
| Internato     | 3 x 1     | Florianópolis | 2 de junho de 1924     |                                            |
| Avaí          | 2 x 1     | Internato     | 20 de julho de 1924    |                                            |
| Trabalhista   | 4 x 1     | Florianópolis | 27 de julho de 1924    |                                            |
| Figueirense   | 2 x 1     | Externato     | 3 de agosto de 1924    | ANULADA                                    |
| Trabalhista   | 2 x 1     | Externato     | 10 de agosto de 1924   |                                            |
| Figueirense   | V x D     | Internato     | 17 de agosto de 1924   | ANULADA                                    |
| Avaí          | 3 x 1     | Trabalhista   | 24 de agosto de 1924   |                                            |
| Externato     | 3 x 0     | Florianópolis | 31 de agosto de 1924   | (Árbitro: Rodolpho Bosco, do Trabalhista)  |
| Externato     | 0 x 5     | Internato     | 14 de setembro de 1924 |                                            |
| Avaí          | 2 x 2     | Externato     | 28 de setembro de 1924 | (partida antecipada, prevista para 05/Out) |
| Florianópolis | 1 x 3     | Avaí          | 12 de outubro de 1924  |                                            |
| Trabalhista   | 2 x 1     | Internato     | 30 de outubro de 1924  |                                            |

## Classificação Final
O Figueirense abandonou a competição ao perder pontos nas primeiras partidas por uso irregular de jogadores. Retirou-se da LSCDT em 04 de outubro. Fundou a ACS - Associação Catharinense de Sports, junto com outros 5 clubes: Anhatomirim, Atalaia, Palestra, Catarinense e Instituto Comercial. A associação não saiu do papel e em 18 de março de 1925 a LSCDT aceitou o pedido de readmissão do Figueirense. Ao que consta no jornal O Estado, de Florianópolis, em publicação de 29 de setembro de 1924, após o Avaí ter três gols anulados em partida contra o Externato, o clube pretendia também desfiliar-se da liga.
|               | J | V | D | Pts |
| ------------- | - | - | - | --- |
| Avaí          | 4 | 3 | 0 | 9   |
| Trabalhista   | 4 | 3 | 1 | 8   |
| Internato     | 4 | 2 | 2 | 4   |
| Externato     | 4 | 1 | 2 | 3   |
| Florianópolis | 4 | 0 | 4 | 0   |

## Campeão
| Campeonato Catarinense de 1924 |
| ------------------------------ |
| Florianópolis                  |
| Avaí Campeão (1º título)       |